# Ptasiowska Polanka
Ptasiowska Polanka – niewielka polana w górnej części Doliny Ptasiowskiej w Tatr Bielskich na Słowacji. Położona jest na wysokości około 1130–1160 m. Ma znaczenie jako węzeł komunikacyjny – dochodzi do niej 4 ścieżki:. Są to m.in.:
- z północnego skraju Polany pod Żlebiną (30 min). Ścieżka ta okrąża prawie na tej samej wysokości Wielki Regiel,
- z Ptasiowskiej Rówienki dnem Doliny Ptasiowskiej (45 min),
- z Ptasiowskiej Rówienki przez Mały Regiel (45 min)[1].

Nazwę polany utworzył Władysław Cywiński w 4 tomie przewodnika Tatry. Polana znajduje się na obszarze ochrony ścisłej TANAP-u.